# Changpinggarnisonen

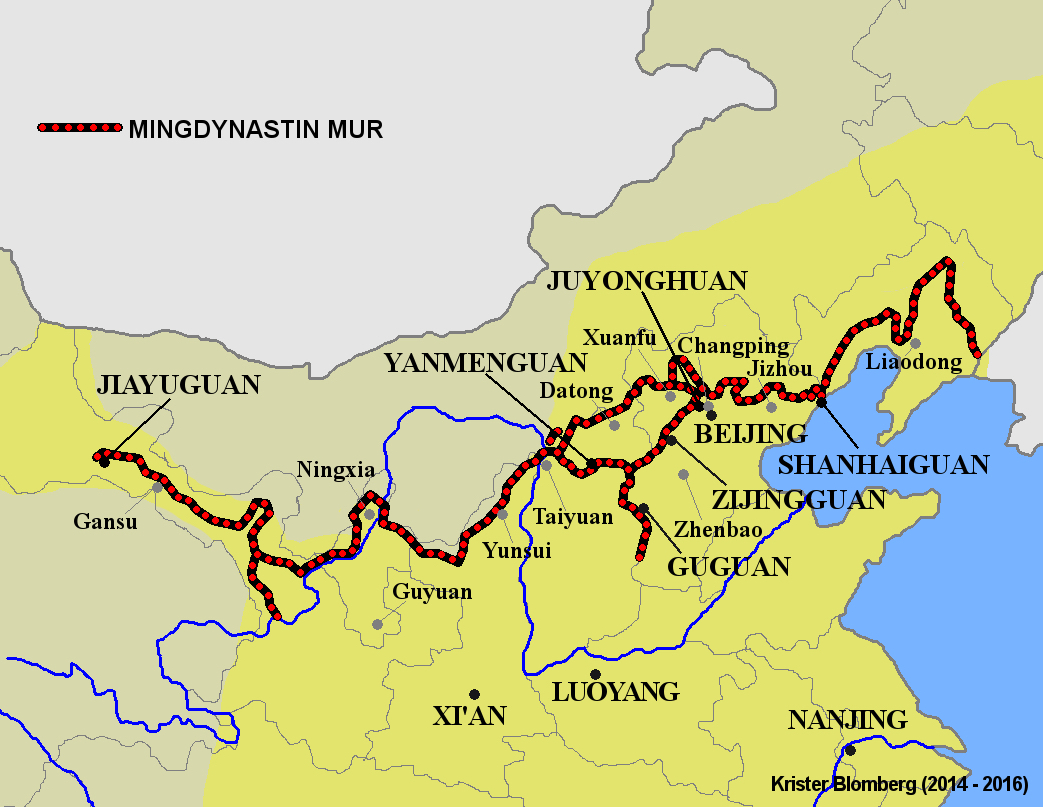
Kinesiska muren under Mingdynastin. De gråa punkterna markerar högkvarteren för militärgarnisonerna.

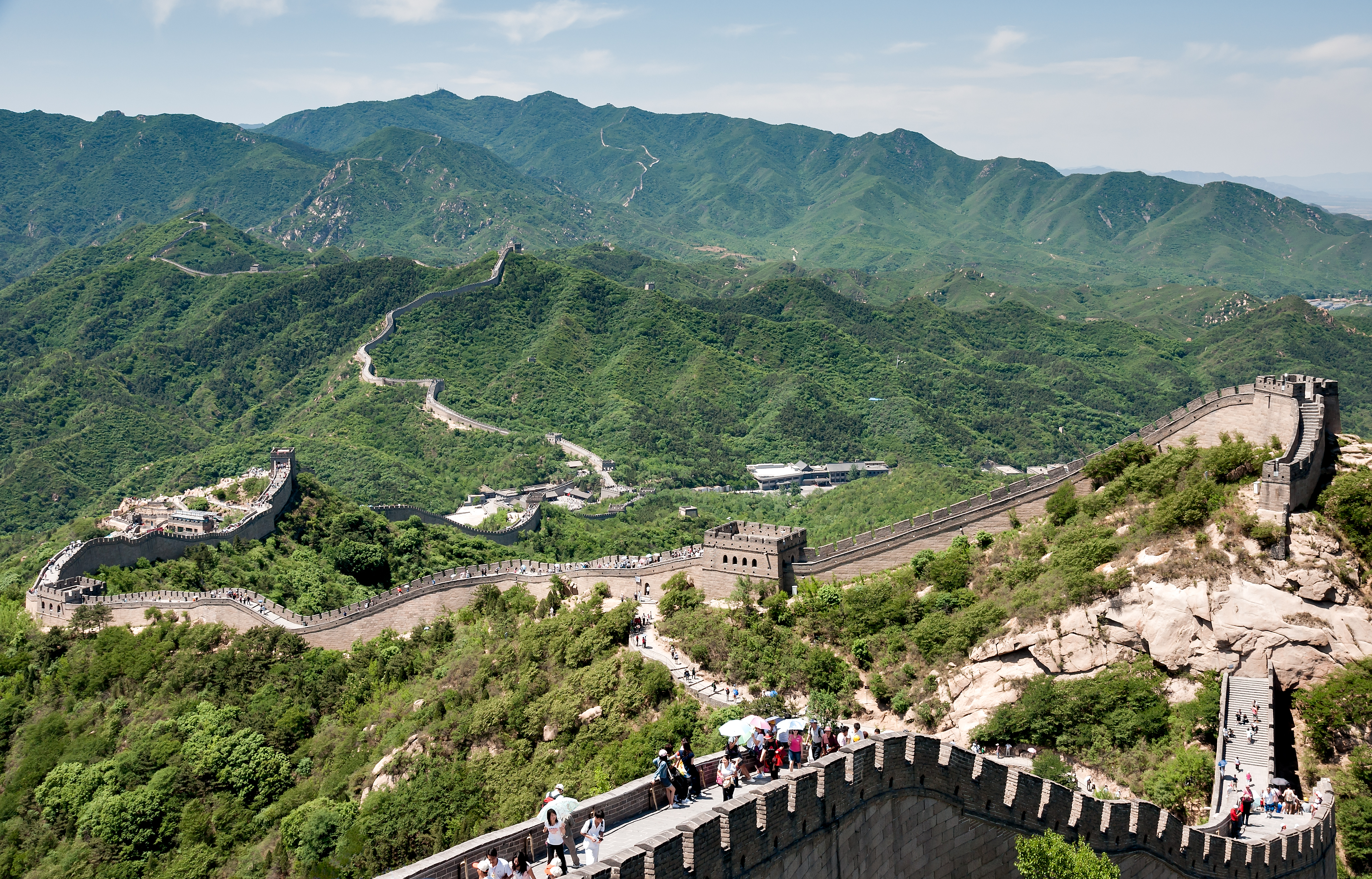
Kinesiska muren vid Badaling som tillhörde Changping garnison.

Changpinggarnisonen eller Changgarnisonen (昌平镇; Chāngpíngzhèn) var en försvarsgarnison under Mingdynastin som ansvarade för försvaret av kinesiska muren närmas norr och väster om Peking. Changpinggarnisonen var tillsammans med Zhenbaogarnisonen två ytterligare försvarsgarnisoner utöver Mingdynastins ursprungliga nio garnisoner.
Changpinggarnisonen grundades av kejsar Jiajing (r. 1522-1567). Högkvarteret låg i Changping nordväst om Peking och ansvarade för skyddet av huvudstaden och de kejserliga gravarna. Sträckningen var från Mutianyu norr om Peking och väster ut förbi Huanghuacheng och Badaling. Därefter vidare mod sydväst längs den inre försvarslinjen väster om Peking till Zijingpasset i Hebei nordväst om Yi härad. Området öster om Badaling ingick tidigare i Jizhougarnisonen. Totalt ingick 230 km av kinesiska muren i försvarslinjen.
Changpinggarnisonen lydde under överbefälhavaren Jiliao. Möt öster gränsade Changpinggarnisonen mot Jizhougarnisonen, och söder mot Zhenbaogarnisonen.